# Strmec, Litija
Strmec je naselje v Občini Litija.